# Thomas Wils
Thomas Wils (Turnhout, 24 aprile 1990) è un ex calciatore belga, di ruolo centrocampista.

## Biografia
Ha un fratello più grande, Stef, anch'egli calciatore.